# 나사렛새꿈학교
나사렛새꿈학교는 충청남도 천안시 서북구 쌍용동 소재 나사렛대학교 내 위치한 사립 특수학교이다. 발달지체, 지체장애 및 중복장애학생의 교육을 위해 유치원, 초등학교, 중학교, 고등학교 과정까지 설치되어 있다. 충청남도 최초 영아학급을 설치·운영하고 있다.

## 연혁
- 1998년 9월 1일 : 개교